# Return Jonathan Meigs, Jr.

Return Jonathan Meigs, Jr.

Return Jonathan Meigs, Jr. (* 17. November 1764 in Middletown, Colony of Connecticut; † 29. März 1825 in Marietta, Ohio) war ein amerikanischer Politiker der Demokratisch-Republikanischen Partei. Er war der vierte Gouverneur von Ohio und der achte Postminister der Vereinigten Staaten.

## Frühe Jahre
Meigs war Sohn von Return Jonathan Meigs Sr., einem Nachkommen der frühen puritanischen Siedler in Massachusetts. Er studierte bis 1785 an der Yale University. Nach einem anschließenden Jurastudium begann er in Marietta im heutigen Ohio als Anwalt zu praktizieren. Damals gehörte das Gebiet noch zum Nordwestterritorium. Im Jahr 1788 wurde er Protokollführer des dortigen Gerichts. Im Jahr 1794 wurde er Leiter der Poststelle in Marietta und 1798 wurde er Richter.

## Politischer Aufstieg
Im Jahr 1799 wurde Meigs in das territoriale Parlament gewählt und 1803 wurde er Vorsitzender Richter des Obersten Gerichtshofes des neuen US-Bundesstaats Ohio. Im Oktober des gleichen Jahres trat er von diesem Posten zurück, um das Kommando über die US Army im St. Charles Distrikt des Louisiana-Territoriums zu übernehmen. 1807 wurde er in diesem Territorium Richter. Eine weitere Richterstelle im Michigan-Territorium trat er dann nicht an, weil er in Ohio für das Amt des Gouverneurs kandidieren wollte. Er gewann die im Jahr 1807 stattfinden Sonderwahlen, die nach dem Rücktritt von Edward Tiffin notwendig geworden waren. Allerdings wurde seine Wahl als ungültig erklärt, weil er nicht wie verfassungsmäßig vorgeschrieben die letzten vier Jahre in Ohio gelebt hatte. Stattdessen wurde er in den US-Senat gewählt, in dem er zwischen 1808 und 1810 verblieb. In diesem Jahr wurde er dann zum neuen Gouverneur seines Landes gewählt.

## Gouverneur von Ohio
Return Meigs trat sein neues Amt am 8. Dezember 1810 an und wurde 1812 wiedergewählt. In seiner Amtszeit wurde eine Strafanstalt gebaut und die permanente Hauptstadt wurde mit Columbus bestimmt und wenige Jahre später dorthin verlegt. Nach Beginn des Krieges von 1812 unterstützte er die Bundesregierung mit Waffen und Soldaten. Seine Unterstützung der Kriegsanstrengungen wurden von Präsident James Madison gewürdigt, der ihn im Jahr 1814 zu seinem Postminister ernannte. Daraufhin trat Meigs am 24. März 1814 vom Amt des Gouverneurs zurück.

## Weiterer Lebenslauf
Meigs behielt auch unter Präsident James Monroe das Amt des Postministers. Erst im Jahr 1823 musste er dieses Amt aus gesundheitlichen Gründen aufgeben. Seine Amtszeit als Postminister war nicht unumstritten. Zweimal wurden Untersuchungen gegen ihn eingeleitet. Man konnte ihm aber außer einer gewissen Ineffizienz keine Dienstverstöße nachweisen. Nach seinem Rücktritt als Postminister kehrte Meigs nach Marietta zurück, wo er 1825 verstarb.

## Vermächtnis
Fort Meigs in Perrysburg, Ohio wurde während des Britisch-Amerikanischen Kriegs von 1812 nach dem Gouverneur benannt, ebenso Meigs County, Ohio. (Meigs County, Tennessee wurde nach seinem Vater benannt.)

## Vorname
Der Name Return Jonathan Meigs, den bereits sein Vater geführt hatte, stammt aus der Zeit, als dessen Eltern ein Paar wurden. Jonathan, der Vater von Return Jonathan Meigs Sr. warb um eine Quäkerin, die ihn jedoch mehrmals abwies. Bei seinem letzten Besuch bei ihr, als er gerade fortreiten wollte, rief sie ihm plötzlich hinterher, dass er zurückkommen solle ("Return Jonathan."). Diese Worte machten ihn so glücklich, dass er sie seinem erstgeborenen Sohn als Namen gab.
Return Jonathan Meigs Jr. war mit Sophia Wright verheiratet, mit der er eine Tochter hatte. Return J. Meigs Jr. war enttäuscht, keinen männlichen Erben zu haben. Ein jüngerer Bruder, Thomas, nannte einen seiner Söhne Return J. Meigs III. Dieser Sohn absolvierte die Anwaltsprüfung in Frankfort, Kentucky, begann aber in Athens, Tennessee seinen Beruf auszuüben und erlangte auch in Staatsangelegenheiten Prominenz. Zu seinen Schülern im Fach Jura zählte William Parish Chilton. Meigs starb am 20. Oktober 1891.